# Пігменти у живописі
Пігменти (лат. pigmentum — фарбуюча речовина) у образотворчому та декоративно ужитковому мистецтві — кольоровий порошок органічного то мінерального походження, який є однією із складових всіх видів художніх фарб. В залежності від зв'язуючи речовини з якою розмішаний пігмент утворюються різні види фарб (акварельні, олійні, гуаш, пастель і.т.д.)   
Пігменти, які використовують у живописі, можна поділити на дві великі групи: мінерльні (неорганічні) та органічні (барвники). Кожна з цих груп ділиться на дві підгрупи за походженням: на природні і штучні.Спільною особливістю всіх пігментів є їх не розчинність у оліях та водних в'яжучих.

## Групи пігментів
- Мінеральні пігменти
  - Мінеральні пігменти натурального походження
  - Мінеральні пігменти штучного походження
- Органічні пігменти
  - Органічні пігменти натурального походження
  - Органічні пігменти штучного походження

## Характеристики пігментів
- Стійкість
  - До зовнішнього середовища (повітря, сонячне світло). До складу повітря входить кисень. Це активний елемент який може змінювати забарвлення деяких речовин. Повітря містить у собі вологість. Волога може стати каталізатором хімічних реакцій. Сірчані гази сприяють потемнінню свинцевих та мідних фарб. Пряме сонячне світло має у собі багато ультрафіолетових променів. Ультрафіолет спричиняє хімічні реакції які здебільшого сприяють висвітленню органічних барвників.
  - Взаємодія пігментів і в'яжучого. Існує два види взаємодії пігментів на в'яжучу  речовину і навпаки. Пігменти які містять свинець прискорюють висихання олійного в'яжучого, сажі та кадмії сповільнюють висихання. Дуже кислі в'яжучи (темпера з оцтовою кислотою, прогіркла олія з великою кислотністю) можуть викликати висвітлення ультрамарину. Лужні в'яжучі сприяють розпаду берлінської лазурі та інших органічних речовин. Тому ці пігменти не можна використовувати для фресок.
  - Взаємодія пігментів між собою (стійкість при змішуванні). Хімічні реакції між пігментами можуть змінювати колір суміші при змішуванні. Наприклад, краплак при змішуванні з білилами (цинковими, титановими) втрачає колір набагато швидше ніж при звичайних умовах.
- Покривна здатність Покривною здатністю називають властивість пігменту робити повністю невидимим нижній кольоровий шар. Покривна здатність пігменту залежить від здатності часточок з яких він складається заломлювати світло. Покривна здатність фарби (суміш пігменту та в'яжучого) визначається різницею між коефіцієнтом заломлення пігменту та в'яжучого. Чим більша різниця тим більша покривна здатність фарби. Ті самі пігменти у акварельних фарбах будуть покривати краще ніж у олійних.
- Дисперсність (ступінь подрібнення) Пігменти діляться за ступенем подрібнення на такі види
  - Дуже тонкодисперсні до 1 мікрона
  - Тонкодисперсні від 1 до 2 мікронів
  - Середньодисперсні від 2 до 5 мікронів
  - Грубодисперсні від 5 до 10 мікронів
  - Дуже грубодисперсні більше 10 мікронів

Високий ступінь подрібнення є необхідним для акварельних фарб, бо вони накладаються дуже тонким шаром. Проте у олійних та темперних фарбах висока дисперсність може спричинити розтріскування при нанесенні товстим шаром. Пігменти із рівнем дисперсності менше 0,5 мікрона втрачають свою зернисту структуру та у суміші з в'яжучим наближаються до колоїдного розчину. Вони набувають властивості анілінових барвників — можуть проникати у верхні шари живопису.
- Інтенсивність пігментів Це властивість одного пігменту змінювати колір іншого пігменту. Найбільшу інтенсивність мають берлінська лазур, хромова зелена та штучні окиси заліза, найменшу — смальта, ультрамарин жовтий, крейда.
- Олієємкість пігментів (олійний живопис) Олієємкість це — кількість в'яжучого, яка потрібна щоб створи пасту (фарбу) для однакового об'єму різних пігментів. Ця властивість залежить від: площі поверхні, розміру та форми частинок пігменту, хімічних та фізичних властивостей в'яжучого. Олієємкість не з абсолютним показником, бо вона може змінюватись від походження пігменту, ступеня подрібнення, температури і.т.д.
- Токсичність (отруєність) Залежить від хімічного складу пігменту та розчинності у травній системі.

## Білі пігменти
- Свинцеві білила

Хімічний склад 2PbCO3•Pb(OH)2. Характеризуються високою покривною здатністю, малою олієємкістю. Швидко висихають з олією не лише на поверхні, а по всій товщині шару. Тому їх часто використовують у олійних ґрунтах та у багатошаровому живописі. Змішування з краплаком сприяє його вицвітанню. Свинцеві білила не використовують у фресках та лужній темпері, бо вони не є стійкими до лужного середовища. Основним недоліком свинцевих білил є їхня отруєність.  
- Цинкові білила

Хімічний склад ZnO. Цинкові білила можна змішувати зі всіма видами фарб, окрім кам'яновугільних, бо цих сумішах вони або вицвітають або змінюють відтінок. Цинкові білила мають високу олієємкість, тому у довше сохнуть ніж свинцеві. Вони можуть викликати розтріскування у нижніх живописних слоях.  
- Титанові білила

Хімічний склад TiO2. Зі всіх видів білил мають найбільшу покривну здатність. Зовсім не токсичні. З лляною олією практично не висихає, та затримує її затвердіння. В олійних фарбах сильно жовтіють.   
- Крейда (Болонська крейда, Шампанська крейда, Штучна крейда)

Хімічний склад CaCO3 Крейда використовується як білило в пастелі та гуаші. При додаванні у олійні фарби зменшує їх тягучість, а також перешкоджає виділенню пігментів з олії. Покривна здатність цього пігменту дуже незначна.  
- Гіпс

Хімічний склад CaSO4•2H2O Гіпс отримують із природного гіпсового каменя. Розмелений легкий шпат при нагріванні втрачає структурну воду і набуває різних властивостей. При нагріванні до 120 °C він перетворюється у напівгідрат, у суміші з водою повільно твердне; при 170 °C переходить у скульптурний або штукатурний гіпс, який швидко з'єднується з водою, це реакція супроводжується виділенням тепла. При температурі 300—600 °C утворюється перепалений гіпс, який з водою не твердне. При 600 °C — будівельний гіпс який починає тверднути лише через 24 години. Гіпс стійкий до впливу світла та повітря. Його можна змішувати зі всіма видами фарби. Він має незначну покривну здатність тому здебільшого використовується у прогодуванні ґрунтів.
- Каолін (Китайська глина)

Хімічний склад [H2Al2(SiO4)2+H2O]Чистий білий вид глини. Використовується для виготовлення ультрамарина, також додають до складу дешевих навчальних фарб.  
- Тальк

Хімічний склад Mg3H2(SiO3)4. Покривна здатність незначна. Стійкий до впливу сонячного світла та повітря. Має значну стійкість при змішуванні. Його використовують в олійних фарбах для того щоб вони довше не втрачали структуру суспензія та не тверділи. Має високу олієємкість.
- Баритові білила

Хімічний склад (BaSO4). Баритові білила стійкі до атмосферного впливу. Мають дуже малу покривну здатність. здебільшого використовується у гуаші та пастелі.
- Літопон

Хімічний склад (ZnS — 30‰ BaSO4 — 70‰) В олійному живописі швидко вивітрюється. В суміші з більшістю пігментів не стійкий. Під дією сонячного світла може сіріти, проте в темноті його білизна відновлюється.

## Жовті пігменти

##### Мінерального походження
- Вохра

Це суміш з оксидів та гідроксидів заліза з каоліном, силікатами, гіпсом та органічними речовинами. Пігмент стійкий до дії сонячного проміння, повітря та при змішуванні з іншими пігментами, винятком є краплак, який з вохрою вицвітає. Забарвлення надає гідроксид заліза [Fe(OH)3]. По відтінку розрізняють вохру світлу, золотисту та темну.
- Природна сієна

Це прозора вохра, що має холоднуватий зелений відтінок. При випалюванні утворюється сієна палена, що має коричнево-червоний тон. 
- Умбра

Це суміш бурого залізняка (50%), гідрооксиду марганцю, глини та силікатів. Має зеленуватий відтінок при випалювання утворюється умбра палена, що має червонуватий відтінок. В олії вона частково розчиняється. 
- Марс жовтий та коричневий

Це штучні вохри. Вони є стійкими до дії сонячних променів та повітря. Ці пігменти не токсичні.   
- Жовтий кадмій

Хімічний склад: CdS. Існує світлий, середній та помаранчевий кадмій. Пігмент стійкий до дії оточувального середовища. 
- Лимонний кадмій

Цей пігмент не є стійким, при окисленні блідніє, та набуває сіро зеленуватого відтінку. 
- Кобальтова жовта (ауреолин)

Хімічний склад [Co (NO3)2•6H2O] (KNO3). Пігмент стійкий до сонячного світла, проте сильні кислоти та луги його розкладають. Стійкіший в акварельному живописі. Завдяки високій олієємкості при окисленні олії трошки темніє. Стійка при змішування з більшістю неорганічних пігментів.
- Неаполітанська жовта

Хімічний склад [Pb3(SbO4)2]. Стійкість цього пігменту сильно залежить від способу виробництва.  
- Жовтий ультрамарин

Це баритовий або стронцієвий крон, або суміш обох. 
- Баритова жовта

Хімічний склад (BaCrO4). Пігмент блідо жовтого кольору. При змішуванні стійкий. Покривна здатність незначна, тому немає широкого застосування у олійному живописі.  
- Стронцієва жовта

Хімічний склад (SrCrO4). Має такий самий відтінок що і баритова жовта, проте менш стійка — під дією сонячного проміння зеленіє.  
- Цинкова жовта

Хімічний склад (ZnCr2O4). Кольорове забарвлення від лимонно жовтого до зеленкуватого відтінку. Не стійкий до дії сонячних променів, частково розчинний у воді.
- Хромова жовта

Хімічний склад (PbCrO4). Має високу покривну здатність та насичені відтінки проте нестійкий до дії сонячних променів, вицвітає та набуває сіро-зеленого відтінку. Оранжеві відтінки більш стійкі.
- Массикот

Хімічний склад (PbO). Пігмент широко використовувався старими майстрами, на сьогоднішній день не випускається. Має хорошу покривну здатність, стійкий до дії сонячних променів.  
- Аурипигмент

Хімічний склад (As2S3). Має насичений золотисто-жовтий відтінок. Не стійкий при змішуванні. Дуже отруєний оскільки містить миш'як, тому зараз не використовується. 
- Реальгар

Хімічний склад (As2S2). Властивостями схожий до аурипигмента. Відтінки від золотисто-оранжевого аж до червоного.

##### Органічного походження
- Індійська жовта

Є продуктом патологічного обміну речовин у корів, які харчуються манговим листям. Лісіровочна фарба золотисто-жовтого або оранжевого відтінку, у товстому шарі жовто-коричнева. Її імпортували з Індії, проте у 1908 році заборонили її виробництво. У сучасному виробництві використовують пігменти штучного походження.      
- Стиль де грен (schiet-gheel).

Вироблялась з нестиглих ягід крушини. Пігмент не стійкий. Зараз використовується лише у акварелі.
- Шафранова жовта

Добувається з квіток шафрана.
- Жовтий лак

Вироблявся з кори північноамериканського горіха. 
- Гуммигут

Смола дерев виду Gamboge. Найвищий сорт імпортують з Камбоджі. Частково розчиняється у спирті та воді. 
- Акароїдна смола

Смола з дерев Xanthorrhaea, які ростуть в Австралії та Індії. Жовті сорти більш стійкі. Розчиняється в спирті.

## Червоні пігменти
- Природні червоні глини

Це є подрібнена залізна руда, яка містить оксид заліза — гематит або колькотар. Достатньо стійкий пігмент, до дії зовнішнього впливу та при змішуванні з іншими пігментами. Насиченість червоного кольору можна збільшити за допомогою випалу.  
- Земля Поццуолі

Це глина вулканічного походження. Використовується в усіх техніках живопису. 
- Червоний болюс

Різновидність гематита з значною часткою глина та вапняку. 
- Штучні червоні глини

Отримують випалюванням вохри. В залежності від температури випалу та хімічного складу сировини отримують глини оранжевого, цегляно-червоного та коричнево-червоного відтінків.   
- Червоні штучні залізні. Ці фарби отримують при випалювання солей заліза. Вони є практично чистими оксидами заліза. Мають високу інтенсивність та покривну здатність. Стійкі до дії повітря, сонячного світла та у сумішах з іншими фарбами.
  - Венеціанська і англійська червона. Мають практично такий самий відтінок що і випалена світла вохра. Вони містять досить значний процент крейди або гіпсу тому мають кращу покривну здатність ніж вохра.
  - Індійська червона. Це практично чистий оксид заліза (90—99 %)
  - Капут мортуум. Має більш фіолетовий відтінок ніж індійська червона.
  - Марс помаранчевий та Марс червоний. Отримують випалюванням марсу жовтого. Мають в своєму складі незначну кількість вапняку.
- Кадмій червоний

Хімічний склад (CdS+CdSe). Виробляється кількох відтінків. Чистий пігмент стійкий до дії сонячного проміння та повітря, а також при змішуванні. Лише у суміші з мідними фарбами не стійкий — чорніє. 
- Червона кіновар

Хімічний склад (HgS). Це може бути як натуральний мінерал, так і штучно створений. Штучна кіновар має ті самі властивості що і природній аналог. Цей пігмент має високу покривну здатність. Достатньо стійка до дії сонячного проміння, проте може чорніти якщо містить домішки вільної сірки.  
- Сурик (свинцевий сурик)

Хімічний склад(Pb3O4або 2PbO·PbO2). Сурик — пігмент яскраво-червоного кольору. Він має високу покривну здатність та дуже малу оліємісткість.  
- Мареновий лак (краплак)

Пігмент добувають з коріння марени (Rubia tinctorium). Пігмент не стійкий до дії сонячного проміння, у суміші з білилами та вохрою, погано сохне з олією.  
- Алізаринові лаки

Виготовляється з алізарину. Буває багатьох відтінків. Вицвітає на прямому сонячному освітлені. Алізаринові лаки практично не висихають з олією.
- Карміновий лак

Це натуральний барвник, який добувають з комах, паразитів кактуса (Coccus cacti). Не стійкий до дії сонячного проміння, при розсіяному освітленні темніє, а при прямому вицвітає.  
- Драконова кров

Це темно-червона смола з плодів пальми (Calamus draco). Плавиться при 120 °C, розчиняється в спирті. Зараз для живопису не використовується, замінена штучними барвниками.

## Сині пігменти
- Кобальт

Хімічний склад (Co•OAl2O3). Пігмент стійкий до дії сонячного світла, повітря та при змішуванні з іншими пігментами. Світлий кобальт містить у своєму складі цинкові білила 
- Целінова синя (церулеум)

Хімічний склад (CoO•nSnO2). Це світлий кобальт з зеленуватим відтінком. Він містить у своєму складі олово. Стійка у суміші з іншими пігментами та до дії сонячного проміння.
- Кобальт фіолетовий темний

Хімічний склад [Co3(PO4)2].  Стійкий пігмент. Кобальт фіолетовий світлий менш стійкий.
- Берлінська (залізна) лазур

Хімічний склад Fe4[Fe(CN)6]3. 
- Ультрамарин це складне поєднання силікату натрію, силікату алюмінію та сірки. Колір пігменту та стійкість залежить від способу виробництва. При нормальних умовах стійкий до дії сонячного проміння та повітря. Пігмент чутливий до дії кислот, під дією який він розкладається.
  - Ультрамарин синій з фіолетовим відтінком отримують випалюванням каоліну та інфузорної землі (діоксид кремнію) з содою, сіркою та деревним вугіллям при температурі 250 °C. Стійкий і має хорошу покривну здатність.
  - Ультрамарин фіолетовий отримують з синього ультрамарина та хлориду амонію. Цю суміш нагрівають до температури 200 °C та промивають водою.
  - Ультрамарин жовтий та червоний не використовуються для живопису.
  - Ультрамарин зелений отримують плавлення каоліну, кварцу, сірчанокислого натрію, з сіркою та деревним вугіллям.
  - Природний ультрамарин, ляпис-лазурь — це напівдорогоцінне каміння синього кольору. За хімічним складом схоже з штучним ультрамарином.
- Азурит

Хімічний склад [2CuCo3•Cu(OH)2]. Колір пігменту залежить від чистоти мінералу, способу очистки та величини зерна.  
- Штучний азуріт (гіська лазурь)

Хімічний склад [2CuCo3•Cu(OH)2]. Пігмент стійкий до дії лужного середовища та світла. Цей пігмент, як і інші мідні фарби не сумісний з свинцевими та кадмієвими пігментами.  
- Смальта

Подрібнене кобальтове скло. Вона стійка як до дії повітря та сонячного проміння так і до кислотного та лужного впливу. У сучасному живописі не використовується.
- Індиго

Пігмент рослинного походження, що добувається з Indigofera tinctoria. Ця речовина на розчиняється у спирті, воді та соляній кислоті. В олійних фарбах цей пігмент не стійкий.

## Зелені пігменти
- Зелені глини

Це натуральні землі, по складу схожі до вохри. Зелені глини це — складні поєднання глауконіта,селадоніта, гідроксидів заліза та магнію з силікатами калію. Пігмент стійкий, як у сумішах з іншими видами фарб так і у різних техніках. Палена земля отримується при випалюванні.
- Хромова зелена

Хімічний склад (Cr2O3). Стійкий пігмент до дії зовнішнього середовища, при змішуванні та в усіх техніках живопису. Має хорошу покривну здатність. У природі зустрічається у вигляді мінералу волконскоїта.  
- Смарагдова зелена

Хімічний склад [Cr2O(OH)4]. Стійкий пігмент. Має низьку покривну здатність.
- Кобальт зелений або ріманова земля

Хімічний склад (CoO•ZnO). Стійкий пігмент має малу покривну здатність.
- Малахітова зелена

Хімічний склад [CuCO3•Cu(OH)2] Пігмент отримують подрібненням мінералу малахіту. Стійкий до дії лугів, проте чутливий до дії кислот.   
- Гірська зелень, штучний малахіт. Пігмент стійкий до дії лугів.
- Мідянка

Хімічний склад [Cu(C2H3O2)2•2Cu(OH)2] Отримується шляхом дії оцтової кислота на мідь. Не стійкий пігмент при змішуванні з іншими фарбами.   
- Швейнфуртська зелень

Хімічний склад [Cu(C2H3O2)2•3Cu(AsO3)2]. Пігмент стійкий до дії світла, проте розкладається при нагріванні та при взаємодії з кислотами та лугами. 
- Гамбурзька зелена
- Зелень Шееле

## Коричневі пігменти
- Коричнева касельска або касельська земля (Terre de Cassel) — це подрібнений бурий вугіль. Світлостійкість в олійному живописі невисока, у товстих шарах чорніє, у тонких сіріє. У акварельному та темперному живописі більш стійка.
- Коричнева Ван-Дейка це або синонім коричневої касельської або суміш пігментів.
- Асфальт  (гірська смола) Це продукт фізико-хімічної зміни бітуму. У гарячому стані розчиняється в олії. Проте заважає нормальному висиханню олії, тому його не варто використовувати для підмальовки. При дії прямого сонячного світла блідне.
- Сепія темно-коричнива фарба, яку отримують з молюска сепія (Sepia officinalis). Пігмент не стійкий до дії сонячного проміння.
- Бістр це дьоготь продукт сухої перегонки смоляної деревини. по складу схожий до асфальту. Не стійкий до дії сонячного проміння — сильно змінює відтінок.

## Чорні пігменти
- Марс чорний (чорная окись железа)

Хімічний склад (Fe2O4). Стійкий пігмент. Добре сохне з олією.
- Сажа газова (лампова) Це практично чистий високодисперсний вуглець (90%). Утворюється в результаті згорання смоляних олій, гасу, нафталіну. Сажа газова потребує 180—200% олії, тому сохне довго. Цей пігмент часто використовують для виготовлення туші, типографської фарби, та акварельної.
- Кістяна чорна (палена кістка) Виробляється способом обвугленя різноманітних кісток. Має високу олієємкість, тому погано сохне в олійному живописі. Використовується для відбілювання олій та лаків.
- Виноградна чорна Отримується в результаті сухої перегонки виноградної лози, липової та букової деревини. Пігмент складається на 95% з вуглецю. Пігмент легкий та пористий, має високу олієємкісь 100—110%.